# Westport Airport
Port lotniczy Westport (IATA: WSZ, ICAO: NZWS) – port lotniczy położony w Westport, w regionie West Coast, w Nowej Zelandii.